# Mistrzostwa Polski w Boksie 1963

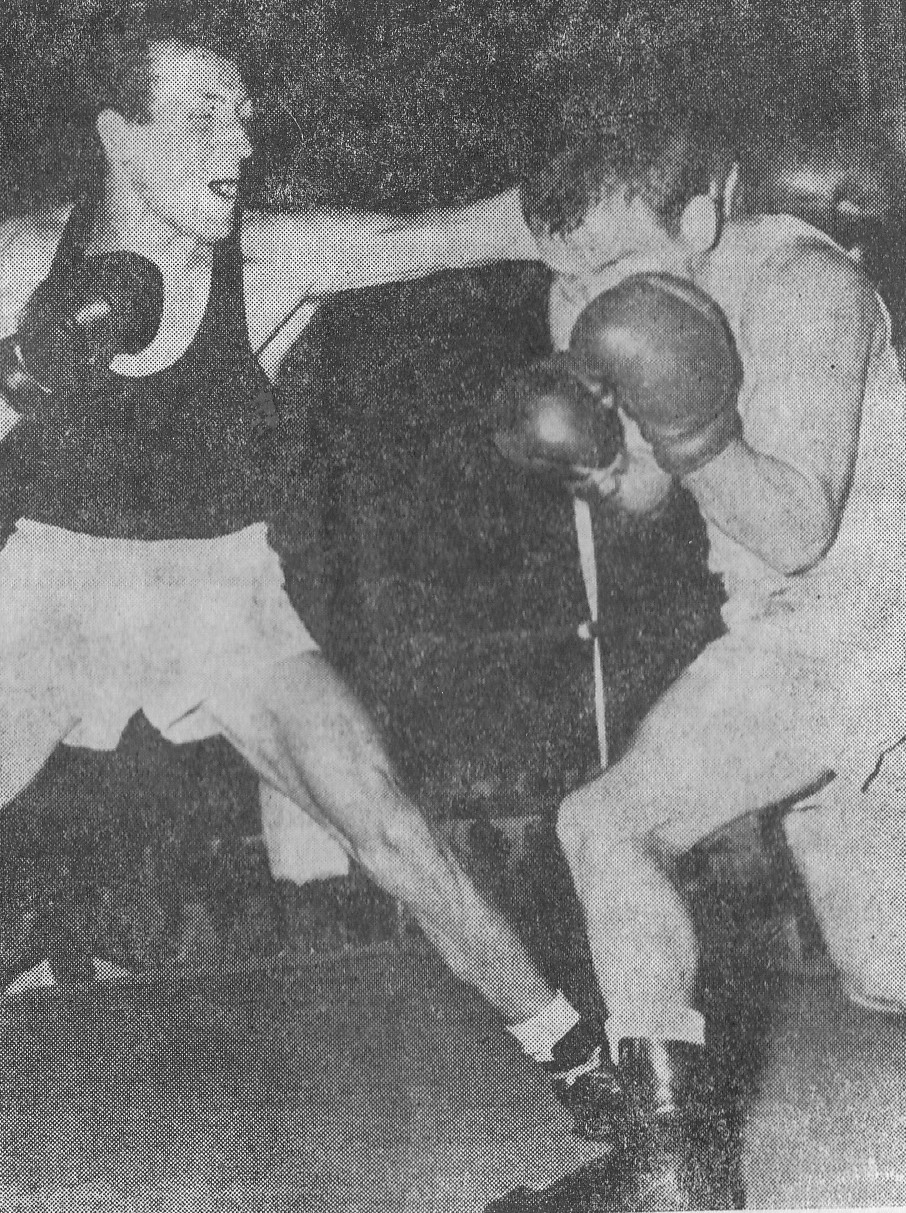
Ryszard Rybski (z lewej) w walce z Jerzym Kulejem w finale wagi lekkopółśredniej

34. Mistrzostwa Polski w boksie mężczyzn odbyły się w dniach 15–22 lipca 1963 roku w Warszawie.

## Medaliści
| Kategoria                         | Złoto                                       | Srebro                                       | Brąz                                                                       |
| waga musza (do 51 kg)             | Artur Olech (Gwardia Wrocław)               | Józef Wiatrzyk (Stal Stalowa Wola)           | Jerzy Matz (Stella Gniezno) Zbigniew Olech (Gwardia Wrocław)               |
| waga kogucia (do 54 kg)           | Brunon Bendig (Polonia Gdańsk)              | Henryk Mielczewski (Stal Grudziądz)          | Stanisław Dzienis (Gwardia Białystok) Tadeusz Koba (Gwardia Wrocław)       |
| waga piórkowa (do 57 kg)          | Piotr Gutman (ŁTS Łabędy)                   | Józef Drucis (Hutnik Nowa Huta)              | Stefan Borowski (Gwardia Białystok) Tadeusz Sęk (Gwardia Łódź)             |
| waga lekka (do 60 kg)             | Jan Szczepański (Legia Warszawa)            | Antoni Dąsal (Gwardia Wrocław)               | Zygmunt Kielich (Gwardia Łódź) Stanisław Tuczapski (Stal Stalowa Wola)     |
| waga lekkopółśrednia (do 63,5 kg) | Jerzy Kulej (Gwardia Warszawa)              | Ryszard Rybski (Zawisza Bydgoszcz)           | Waldemar Bażan (Drukarz Warszawa) Władysław Kaim (niestowarzyszony Kraków) |
| waga półśrednia (do 67 kg)        | Bogdan Misiak (Gwardia Łódź)                | Stanisław Gajewski (niestowarzyszony Kraków) | Sylwester Kaczyński (Legia Warszawa) Józef Knut (Wybrzeże Gdańsk)          |
| waga lekkośrednia (do 71 kg)      | Andrzej Siodła (Legia Warszawa)             | Waldemar Ziółkowski (Gwardia Wrocław)        | Leon Kankowski (Polonia Gdańsk) Roman Syka (Zawisza Bydgoszcz)             |
| waga średnia (do 75 kg)           | Tadeusz Walasek (Gwardia Warszawa)          | Lucjan Słowakiewicz (Hutnik Nowa Huta)       | Czesław Ptak (Polonia Jelenia Góra) Bogdan Tomasiewicz (Legia Warszawa)    |
| waga półciężka (do 81 kg)         | Zbigniew Pietrzykowski (BBTS Bielsko-Biała) | Zdzisław Józefowicz (Gwardia Łódź)           | Jan Fabich (Wybrzeże Gdańsk) Tadeusz Śliwa (Gwardia Wrocław)               |
| waga ciężka (powyżej 81 kg)       | Zbigniew Gugniewicz (Polonia Gdańsk)        | Włodzimierz Biel (Hutnik Nowa Huta)          | Klemens Małkiewicz (Carbo Gliwice) Tadeusz Witkowski (Prosna Kalisz)       |